# Jeff Bridges
Jeffrey Leon Bridges, ameriški filmski in televizijski igralec, * 4. december 1949 Los Angeles, ZDA.
Znan je po svojih glavnih moških vlogah. Bridges je igral v številnih filmih, vključno z Mož z zvezde, Kraljevi ribič, Izginotje, Veliki Lebowski, Skrivnost ulice Arlington, Kandidat, K-PAX, Seabiscuit, Vrata skušnjave, Iron Man 1, Noro srce in Pravi pogum.
V svoji karieri je prejel različna priznanja, vključno z oskarjem in zlatim globusom, poleg nominacij za tri nagrade BAFTA in dve nagradi Primetime Emmy. Leta 2019 je prejel nagrado Cecil B. DeMille.